# Niccolò Ammaniti

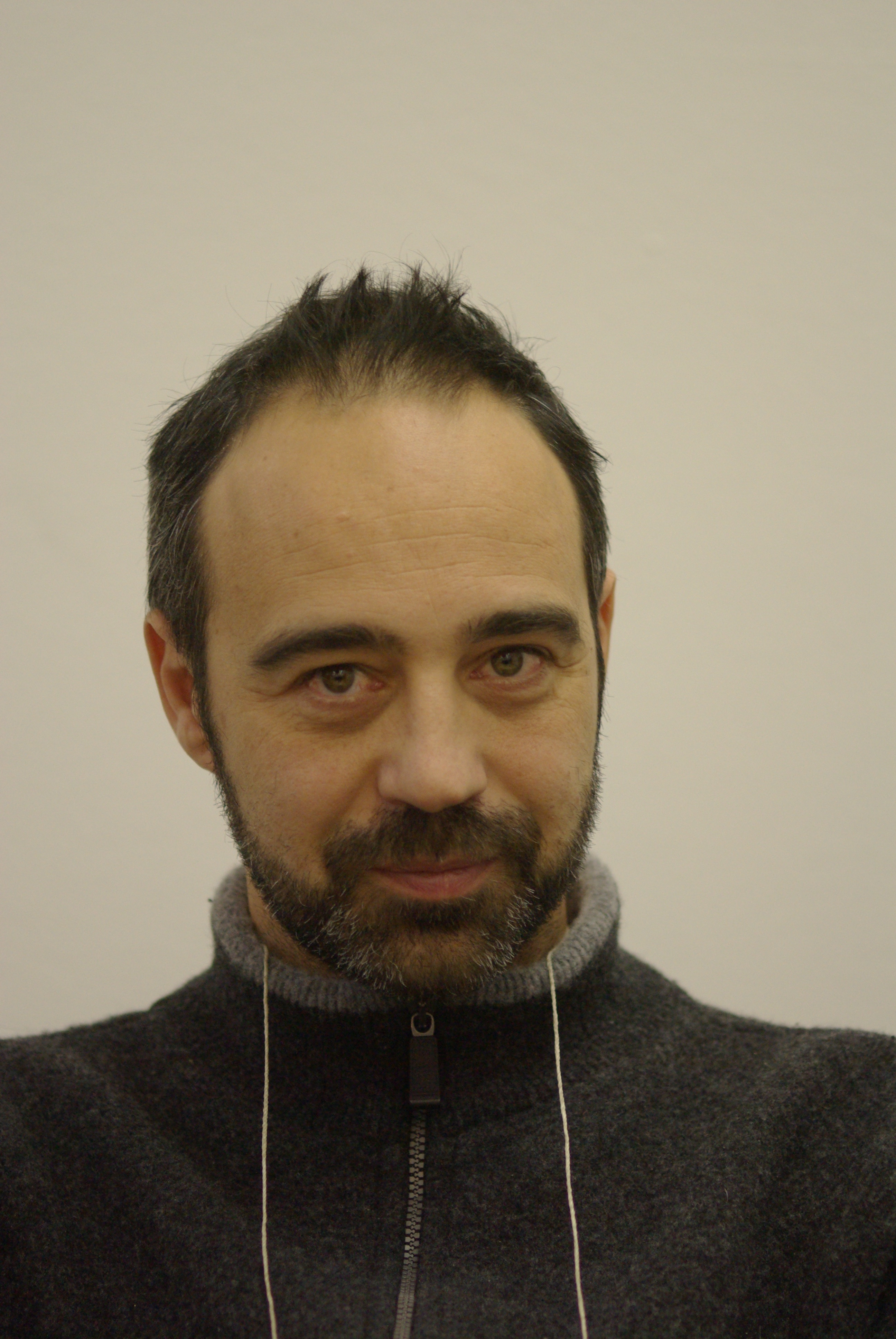
Niccolò Ammaniti (2010)

Niccolò Ammaniti (Rome, 25 september 1966) is een Italiaanse schrijver. Ammaniti maakte deel uit van de ‘giovani cannibali’, de ‘jonge kannibalen’, een schrijversgroep van relatief jonge Italiaanse auteurs die een nieuw soort literatuur schreef: ruig, gewelddadig en conventieloos.

## Biografie

### Kieuwen
Ammaniti's eerste boek Branchie (vertaald als Kieuwen) kwam in 1994 uit. Eigenlijk was Ammaniti bezig af te studeren aan de universiteit van Rome in biologie en moest hij alleen nog zijn scriptie schrijven. Maar de scriptie over vissen werd uiteindelijk een roman over een jongen die voor zijn hobby aquaria bouwt. In 1995 schreef hij Nel nome del figlio op initiatief van zijn vader, Massimo Ammaniti. Het is een verhaal over de problemen van adolescenten. In 1996 volgde Fango, een verzameling verhalen die hem bekendheid gaf bij het grotere publiek. En een jaar later werd van hem het hoorspel Anche il sole fa schifo (Ook de zon staat tegen) uitgezonden op RadioRai. Hierna schreef hij het nawoord voor het boek La notte del drive-in (De nacht van de drive-in) van de door hem zeer geliefde schrijver Joe R. Lansdale en werd een verhaal uit Fango verfilmd met Monica Bellucci, door de regisseur Marco Risi als L’ultimo capodanno dell'umanità (vertaald als Het laatste oudejaar van de mensheid).

### Ik ben niet bang
Ammaniti’s eerste bestseller Io non ho paura (vertaald als Ik ben niet bang) bezorgde hem in 2001 Il Premio Viareggio en door de vele herdrukken, waaronder een editie voor scholieren, stond het boek ook in Nederland lange tijd hoog in de lijst met best verkopende boeken. Ik ben niet bang vertelt het verhaal van de negenjarige Michele Amitrano die een groot geheim ontdekt. Michele weet niet of hij het nou met zijn omgeving (een kleine boerengemeenschap in Italië) moet delen of niet. Hij raakt steeds verder verstrikt in zijn eigen verzinselen om zijn ontdekking geheim te houden, totdat mensen van buitenaf zich ermee gaan bemoeien.
De verfilming van Ik ben niet bang door Gabriele Salvatores (verschenen in 2003), met een script geschreven door Ammaniti zelf en Francesca Marciano, leverde hen zelfs diverse nominaties op.

### Zo God het wil
Zijn volgende roman Come Dio Comanda (vertaald als Zo God het wil) leverde Ammaniti de meest prestigieuze Italiaanse literaire prijs op, de Premio Strega. Ook dit boek wordt verfilmd (in 2008). Het verhaal in Zo God het wil gaat over de dertienjarige Cristiano Zena die bij zijn aan alcohol verslaafde vader Rino woont. Rino's beste vrienden zijn Quattro Formaggi en Danilo, met wie hij het plan heeft om op onrechtmatige wijze aan geld te komen. Maar dan ontmoet hij Fabiana, een meisje waar Cristiano al een tijd een oogje op heeft. De dingen met haar en de overval lopen echter niet zoals gepland en voor Cristiano staat er een nacht te wachten vol rampspoed en is hij zelf de enige die het zinkende schip nog kan redden.

### Ik haal je op, ik neem je mee
In Nederland werd Ammaniti's grootste bestseller Ik haal je op, ik neem je mee (Ti prendo e ti porto via, 1999). Het succes van deze roman over het fictieve dorp Ischiano Scalo, kwam pas laat op gang in Nederland. Mede door de openlijke waardering voor Ik haal je op, ik neem je mee van schrijvers als Kluun, Saskia Noort en Herman Koch en de geheel nieuwe uitvoering van het boek werd het een groot succes. Net zoals de rest van de oudere titels die ook op deze manier werden uitgegeven.
In Ik haal je op, ik neem je mee staan er drie verhalen centraal. Het verhaal van de playboy Graziano Biglia, dat van de schooljongen Pietro Moroni en dat van schooljuf Flora Palmieri. In het kleine Italiaanse dorpje komen hun drie verhalen uiteindelijk bij elkaar.

### Laat het feest beginnen
Deze roman van Ammaniti Che la festa cominci (vertaald als Laat het feest beginnen) is een terugkeer naar zijn beginperiode, die van de hilarisch uitzinnige verhalen. In Laat het feest beginnen wordt Fabrizio Ciba, een schrijver die voelt dat zijn vroegere succes tanende is, uitgenodigd voor het grootste feest in de Italiaanse geschiedenis. Deze extravagante party wordt gehouden door de vastgoedgigant Sasà Chiatti, die denkt dat hij de Zonnekoning van Rome is. Dit verhaal wordt afgezet tegen dat van Saverio Moneto, een wat zielige man die bij zijn schoonvader in de meubelwinkel werkt maar daar enorm wordt afgebeuld. Wat niemand echter weet, is dat Saverio in het geheim leider is van een satanistische groep: de Beesten van Abaddon. Saverio en zijn (drie) volgelingen weten verkleed als ober binnen te dringen in de party om daar de boel eens flink op stelten te zetten. Maar hun plannen lopen anders dan verwacht.

### Anna
Sicilië is verworden tot een mysterieus en vergeten eiland zonder elektriciteit, waar wilde honden je achtervolgen over lege snelwegen. Een virus heeft alle volwassenen op het eiland uitgeroeid, alleen de jeugd is overgebleven.
De 13-jarige Anna en haar acht jaar oude broertje Astor proberen te overleven aan de hand van het notitieboekje van hun moeder. In een desolaat landschap zoeken zij samen met hun hond een weg naar het vasteland, op zoek naar een nieuwe toekomst. In 2021 regisseert Ammaniti zelf de tv-serie die van dit boek is gemaakt.

### Het intieme leven
Maria Christina Palma leidt op het oog een perfect leven. Ze is mooi, rijk, beroemd en de vrouw van de Italiaanse premier Domenico Mascagni. Dan ontmoet ze op een feest opnieuw een jeugdvriend Nicola Sarti. Ze ontvangt van hem een filmpje dat alles op zijn kop zet. Een geheim uit haar verleden dreigt haar in te halen. Hoe moet ze hier mee omgaan zonder alles te verliezen en op het spel te zetten en waar zal ze de kracht vandaan halen dit op te lossen. 

### Romans
- Branchie (1994) (vertaald als Kieuwen)
- Fango (1996) (een verhaal hieruit werd in het Nederlands uitgegeven en vertaald als Het laatste oudejaar van de mensheid)
- Ti prendo e ti porto via (1999) (vertaald als Ik haal je op, ik neem je mee)
- Io non ho paura (2001) (vertaald als Ik ben niet bang)
- Come Dio comanda (2006) (vertaald als Zo God het wil)
- Che la festa cominci (2009) (vertaald als Laat het feest beginnen!)
- Io e te (2010) (vertaald als Ik en jij)
- L'ultimo capodanno dell'umanita (2011) (vertaald als Het laatste oudejaar van de mensheid)
- Anna (2015) (vertaald als Anna)
- La vita intima (2023) (vertaald als Het intieme leven)

### Verhalen
- Seratina in Gioventù cannibale (1996)
- Alba tragica in Tutti i denti del mostro sono perfetti (1997)
- Enchanted Music & Light Records in Il fagiano Jonathan Livingston - manifesto contro la new age (1998)
- L'amico di Jeffrey Dahmer è l'amico mio in Italia odia (2000)
- Fa un po' male (2002)
- Sei il mio tesoro (vertaald als Jij bent mijn schat) in Crimini (2000)

### Overige
- Nel nome del figlio - l'adolescenza raccontata da un padre e da un figlio
- Anche il sole fa schifo

- Bibsys: 3117997
- Biblioteca Nacional de Chile: 000793608
- Biblioteca Nacional de España: XX1195071
- Bibliothèque nationale de France: cb131852930 (data)
- Catàleg d'autoritats de noms i títols de Catalunya: 981058510081206706
- CiNii: DA17154541
- Gemeinsame Normdatei: 120825074
- International Standard Name Identifier: 0000 0001 2134 314X
- Library of Congress Control Number: n94120103
- Nationale Bibliotheek van Letland: 000056493
- Bibliotheek van het Japanse parlement: 00903888
- Nationale Bibliotheek van Tsjechië: xx0036268
- Nationale bibliotheek van Australië: 42201647
- Nationale Bibliotheek van Israël: 987007297823005171
- Nationale Bibliotheek van Polen: a0000003122878
- Nationale en Universitaire bibliotheek Zagreb: 000299893
- Nederlandse Thesaurus van Auteursnamen: 225915901
- Istituto Centrale per il Catalogo Unico: RAVV092462
- LIBRIS: 301086
- Système universitaire de documentation: 035375396
- Trove: 1039716
- Virtual International Authority File: 56750998
- WorldCat: E39PBJtX4pgKgGtYj86jhyHwG3